# Dolichopus platychaetus
Dolichopus platychaetus är en tvåvingeart som beskrevs av Negrobov och Barkalov 1977. Dolichopus platychaetus ingår i släktet Dolichopus och familjen styltflugor. Inga underarter finns listade i Catalogue of Life.